# Medusaceratops
Medusaceratops là một chi khủng long, được Ryan A. P. Russell & Hartman mô tả khoa học năm 2010.